# 村山公保
村山 公保（むらやま ゆきお、1967年7月10日 - ）は、日本のコンピュータ科学者。倉敷芸術科学大学危機管理学部教授。奈良先端科学技術大学院大学情報科学研究科博士課程修了。

## 略歴
- 1967年、栃木県に生まれる。
- 1986年、東京都立蒲田高等学校卒業。
- 1992年、東京学芸大学教育学部特別教科教員養成課程理科専攻地学専修を卒業。一般企業へ入社
- 1994年、一身上の都合で退社後、奈良先端科学技術大学院大学情報科学研究科博士前期課程へ入学。
- 1996年、博士前期課程修了。
同年、情報科学研究科博士後期課程へ入学。
- 1998年、情報科学研究科博士後期課程を修了。工学博士 学位論文の題は　「TCPの性能改善に関する研究 -性能評価システムの構築と短期デッドロック問題の解決」。 
同年、倉敷芸術科学大学産業科学技術学部ソフトウェア学科助手。
- 1999年、同講師(同産業科学技術研究科 計算機科学専攻 修士課程併任)。
- 2001年、同助教授(同産業科学技術研究科 計算機科学専攻 修士課程、博士(後期)課程併任)。
- 2007年、倉敷芸術科学大学産業科学技術学部コンピュータ情報学科准教授(同修士課程、博士(後期)課程併任)。
- 2009年、倉敷芸術科学大学産業科学技術学部ＩＴ科学科教授(同修士課程、博士(後期)課程併任)。
- 2011年、倉敷芸術科学大学産業科学技術学部経営情報学科教授(同修士課程、博士(後期)課程併任)。
- 2017年、倉敷芸術科学大学危機管理学部危機管理学科教授(同修士課程、博士(後期)課程併任)。
- 2021年、倉敷芸術科学大学危機管理学部学部長、同大学院人間文化研究科研究科長。

## 著書
- 自著
  - 『基礎からわかるTCP/IPコンピューティング入門』 オーム社 ISBN 4274063135 1999年
  - 『基礎からわかるTCP/IPネットワーク実験プログラミング』 オーム社 ISBN 4274064247 2001年
  - 『基礎からわかるTCP/IPネットワークコンピューティング入門』 オーム社 ISBN 427406512X 2003年
  - 『基礎からわかるTCP/IPネットワーク実験プログラミング第2版』 オーム社 ISBN 4274065847 2004年
  - 『Cプログラミング入門以前』 毎日コミュニケーションズ ISBN 4839920648 2006年
  - 『基礎からわかるTCP/IPネットワークコンピューティング入門第2版』 オーム社 ISBN 9784274066894 2007年
  - 『基礎講座 C』 毎日コミュニケーションズ ISBN 9784839931940 2010年
- 共著
  - 『マスタリングTCP/IP入門編第2版』 オーム社 ISBN 4274062570 1998年 共著：竹下隆史・荒井透・苅田幸雄
  - 『マスタリングTCP/IP入門編第3版』 オーム社 ISBN 4274064530 2002年 共著：竹下隆史・荒井透・苅田幸雄
  - 『マスタリングTCP/IP入門編第4版』 オーム社 ISBN 9784274066771 2007年 共著：竹下隆史・荒井透・苅田幸雄